# Rock the Cosmos Tour
The Rock The Cosmos Tour був другим і останнім концертним туром проєкту «Queen + Пол Роджерс», у межах якого вони просували свій єдиний студійний альбом «The Cosmos Rocks». Дата відкриття була записана для випуску DVD, яке було випущене 15 червня 2009 року. Тур включав у себе один з найбільших концертів просто неба в Харкові, який зібрав 350 000 чоловік. Протягом усього туру, вони зіграли для одного мільйона глядачів.

## Сет-лист
Цей сет-лист є репрезентативним виступу від 13 жовтня 2008 року в Лондоні. Він не представляє всі концерти протягом всього туру.
1. «Hammer to Fall»
2. «Tie Your Mother Down»
3. «Fat Bottomed Girls»
4. «Another One Bites the Dust»
5. «I Want It All»
6. «I Want to Break Free»
7. «C-lebrity»
8. «Surfs Up… School's Out»
9. «Seagull»
10. «Love of My Life»
11. «'39»
12. «Bass solo» / «Drum solo»
13. «I'm in Love with My Car»
14. «A Kind of Magic»
15. «Say It's Not True»
16. «Bad Company»
17. «We Believe»
18. «Guitar Solo» / «Bijou» / «Last Horizon»
19. «Radio Ga Ga»
20. «Crazy Little Thing Called Love»
21. «The Show Must Go On»
22. «Bohemian Rhapsody»

Виступ на біс
1. «Cosmos Rockin'»
2. «All Right Now»
3. «We Will Rock You»
4. «We Are the Champions»

## Дати туру
| Дата                           | Місто          | Країна                     | Місце проведення                               |
| ------------------------------ | -------------- | -------------------------- | ---------------------------------------------- |
| Європа                         |                |                            |                                                |
| 12 вересня 2008                | Харків         | Україна                    | Майдан Свободи                                 |
| 15 вересня 2008                | Москва         | Росія                      | Олімпійський                                   |
| 16 вересня 2008                | Москва         | Росія                      | Олімпійський                                   |
| 19 вересня 2008                | Рига           | Латвія                     | Arena Riga                                     |
| 21 вересня 2008                | Берлін         | Німеччина                  | Velodrom                                       |
| 23 вересня 2008                | Антверпен      | Бельгія                    | Sportpaleis                                    |
| 24 вересня 2008                | Париж          | Франція                    | Palais Omnisports de Paris-Bercy               |
| 26 вересня 2008                | Рим            | Італія                     | Palalottomatica                                |
| 28 вересня 2008                | Мілан          | Італія                     | Datchforum                                     |
| 29 вересня 2008                | Цюрих          | Швейцарія                  | Hallenstadion                                  |
| 1 жовтня 2008                  | Мюнхен         | Німеччина                  | Olympiahalle                                   |
| 2 жовтня 2008                  | Мангайм        | Німеччина                  | SAP Arena                                      |
| 4 жовтня 2008                  | Ганновер       | Німеччина                  | TUI Arena                                      |
| 5 жовтня 2008                  | Гамбург        | Німеччина                  | Color Line Arena                               |
| 7 жовтня 2008                  | Роттердам      | Нідерланди                 | Ahoy Rotterdam                                 |
| 8 жовтня 2008                  | Еш-сюр-Альзетт | Люксембург                 | Rockhal                                        |
| 10 жовтня 2008                 | Ноттінгем      | Англія                     | Nottingham Arena                               |
| 11 жовтня 2008                 | Глазго         | Шотландія                  | Scottish Exhibition and Conference Centre      |
| 13 жовтня 2008                 | Лондон         | Англія                     | The O2 Arena                                   |
| 14 жовтня 2008                 | Кардіфф        | Уельс                      | Cardiff International Arena                    |
| 16 жовтня 2008                 | Бірмінгем      | Англія                     | National Indoor Arena                          |
| 18 жовтня 2008                 | Ліверпуль      | Англія                     | Echo Arena Liverpool                           |
| 19 October 2008                | Шеффілд        | Англія                     | Sheffield Arena                                |
| 22 жовтня 2008                 | Барселона      | Іспанія                    | Palau Sant Jordi                               |
| 24 жовтня 2008                 | Мурсія         | Іспанія                    | Estadio de La Condomina                        |
| 25 жовтня 2008                 | Мадрид         | Іспанія                    | Palacio de Deportes de la Comunidad            |
| 28 жовтня 2008                 | Будапешт       | Угорщина                   | Будапештська спортивна арена імені Ласло Паппа |
| 29 жовтня 2008                 | Белград        | Сербія                     | Belgrade Arena                                 |
| 31 жовтня 2008                 | Прага          | Чехія                      | O2 Arena                                       |
| 1 листопада 2008               | Відень         | Австрія                    | Wiener Stadthalle                              |
| 4 листопада 2008               | Ньюкасл        | Англія                     | Metro Radio Arena                              |
| 5 листопада 2008               | Манчестер      | Англія                     | Manchester Evening News Arena                  |
| 7 листопада 2008               | Лондон         | Англія                     | The O2 Arena                                   |
| 8 листопада 2008               | Лондон         | Англія                     | Вемблі                                         |
| Близький Схід                  |                |                            |                                                |
| 14 листопада 2008              | Дубай          | Об'єднані Арабські Емірати | Dubai Festival City                            |
| Південноафриканська республіка |                |                            |                                                |
| 19 листопада 2008              | Сантьяго       | Чилі                       | Estadio San Carlos de Apoquindo                |
| 21 листопада 2008              | Буенос-Айрес   | Аргентина                  | José Amalfitani Stadium                        |
| 26 листопада 2008              | Сан-Паулу      | Бразилія                   | Via Funchal                                    |
| 27 листопада 2008              | Сан-Паулу      | Бразилія                   | Via Funchal                                    |
| 29 листопада 2008              | Ріо-де-Жанейро | Бразилія                   | HSBC Arena                                     |

### Дані про касові збори
| Місце проведення | Місто          | Квитки, продані/доступні | Gross revenue |
| ---------------- | -------------- | ------------------------ | ------------- |
| Sportspaleis     | Антверпен      | 13,043 / 15,719 (83 %)   | $1,018,028    |
| O2 Arena         | Лондон         | 18,687 / 18,687 (100 %)  | $1,294,847    |
| Via Funchal      | Сан-Паулу      | 8,860 / 10,000 (89 %)    | $1,006,163    |
| HSBC Arena       | Ріо-де-Жанейро | 6,472 / 9,100 (71 %)     | $364,528      |
| Загалом          | Загалом        | 47,062 / 53,506 (88 %)   | $3,683,566    |

## Учасники туру
- Браян Мей — гітара, бек-вокал
- Роджер Тейлор — ударні, бубон, бек-вокал
- Пол Роджерс — вокал, гітара, фортепіано, губна гармоніка
- Фредді Мерк'юрі — попередньо записаний вокал

### Додаткові музиканти
- Спайк Едні — синтезатор, фортепіано, гітара, баян, бек-вокал
- Денні Міранда — бас-гітара, вертикальна бас-гітара, бек-вокал
- Джеймі Мозез — ритм-гітара, бек-вокал, вертикальна бас-гітара у «бас-соло» (тільки на виступах у Кардіффі і Бірмінгемі)
- Нейл Мюррей (замінив Денні Міранду в Кардіффі і Бірмінгемі) — бас-гітара, вертикальна бас-гітара у пісні «'39»
- Ел Мюррей був гостем на першому концерті у закладі O2 і заспівав з Полом Роджерсом пісню «Cosmos Rockin»
- Колишній прем'єр-міністр Латвії Іварс Годманіс] був гостем у Ризі, граючи на барабанах у пісні «All Right Now», а Тейлор грав на бубні.